# Malcolm Cone
Pour les articles homonymes, voir Cone.
Malcolm Cone (né le 23 août 1952 à Memphis aux États-Unis), connu sous le nom de Mac Cone, est un cavalier de saut d'obstacles canadien.
Il obtient la médaille d'argent olympique par équipe en 2008 à Pékin avec Eric Lamaze, Jill Henselwood et Ian Millar, un an après avoir remporté la médaille d'argent dans la même épreuve aux Jeux panaméricains à Rio de Janeiro (Brésil).
Sa monture de tête est Ole, un hongre de 12 ans. Vivant aujourd'hui à King City en Ontario, il est le seul cavalier à avoir couru à la fois sous couleurs américaines et canadiennes.